# Bærum Sportsklubb
Il Bærum Sportsklubb è una società calcistica norvegese con sede nella città di Sandvika. Milita nella 2. divisjon, terza divisione del campionato norvegese.

## Storia
Il club fu fondato con il nome Grane FK, per cambiare rapidamente in Grane SK (per aprirsi così ad altre discipline sportive). Nel 1946, il nome diventò IL Mode, in seguito alla fusione con una squadra chiamata Sandvika AIL. Il nome attuale fu adottato nel 1969. Il club proviene da Sandvika, centro amministrativo di Bærum. Nel 2004, il club ottenne una certa popolarità per aver eliminato il Vålerenga nell'edizione stagionale della Coppa di Norvegia.
Il Bærum vinse campionati in diverse discipline, ma attualmente opera solo nel calcio. La squadra gioca con una maglia di colore giallo e pantaloncini neri. Disputa le partite casalinghe al Sandvika Stadion (e precedentemente al Nadderud Stadion). Nel 2003, nel campo fu installata l'erba sintetica.

## Palmarès

### Competizioni nazionali
- 2. divisjon: 3

2002 (gruppo 2), 2011 (gruppo 2), 2013 (gruppo 1)

### Altri piazzamenti
- 2. divisjon:

Secondo posto: 2004 (gruppo 3), 2006 (gruppo 1), 2016 (gruppo 4)
Terzo posto: 2000 (gruppo 3)

## Rosa
Rosa aggiornata al 7 ottobre 2015.
| N. |                     | Ruolo | Calciatore         |
| -- | ------------------- | ----- | ------------------ |
| 1  | Francia (bandiera)  | P     | Kris Devaux        |
| 2  | Norvegia (bandiera) | D     | Sebastian Troupe   |
| 3  | Norvegia (bandiera) | D     | Mounir El Masrouri |
| 4  | Svezia (bandiera)   | D     | Mattias Pedersen   |
| 5  | Norvegia (bandiera) | D     | Jan Aubert         |
| 6  | Norvegia (bandiera) | D     | Babs Akinyemi      |
| 7  | Norvegia (bandiera) | A     | Emmanuel Amarh     |
| 8  | Norvegia (bandiera) | C     | Morten Giæver      |
| 9  | Norvegia (bandiera) | A     | Rasmus Isegran     |
| 10 | Norvegia (bandiera) | C     | Moussa Njie        |
| 11 | Norvegia (bandiera) | A     | Riki Alba          |
| 15 | Norvegia (bandiera) | C     | Simen Juklerød     |
| 16 | Norvegia (bandiera) | D     | Hugues Wembangomo  |

| N. |                     | Ruolo | Calciatore          |
| -- | ------------------- | ----- | ------------------- |
| 19 | Senegal (bandiera)  | C     | Bocar Seck          |
| 20 | Canada (bandiera)   | C     | Ethan Gage          |
| 21 | Norvegia (bandiera) | C     | Kristoffer Tollås   |
| 23 | Norvegia (bandiera) | A     | Monir Benmoussa     |
| 24 | Norvegia (bandiera) | D     | Nikolai Takle Hagen |
| 27 | Norvegia (bandiera) | C     | Tin Hoang           |
| 31 | Norvegia (bandiera) | A     | Aleksander Walstad  |
| 32 | Norvegia (bandiera) | C     | Mads Fredrik Hasle  |
| 33 | Norvegia (bandiera) | D     | Anders Nedrebø      |
| 34 | Norvegia (bandiera) | P     | Joakim Bødtker      |
| 35 | Norvegia (bandiera) | C     | Frederik Lindqvist  |
| 88 | Polonia (bandiera)  | P     | Grzegorz Flasza     |